# IS-LM模型
IS-LM模型（英語：Investment—Saving / Liquidity preference—Money supply model，投資-儲蓄/流動性偏好-貨幣供給模型）是一个總體經濟模型，表現出貨幣市場的利率，與商品及服務市場的實質商品產出之間的關係。IS和LM曲线的交点是产品市场和货币市场两者同时达到均衡的标志。亦称一般均衡。新古典綜合學派用此來解释凯恩斯的宏观经济学理论思想。凯恩斯认为政府行为可以有效地干预经济发展。
IS-LM模型和他表述的基本理论散见于各种宏观经济学理论。美國前聯準會主席本·伯南克曾这样评述：“不管他们把IS-LM模型叫什么，绝大多数宏观经济学家都在使用这类的模型来组织思考总供给是如何受到其他因素的影响。”

## 歷史
IS-LM模型是在1936年牛津计量经济学会议上提出的。彼时三位经济学家羅伊·哈羅德、约翰·希克斯和詹姆斯·米德为总结凯恩斯在《就业、利息和货币通论》中提出的理论概要，各自提交了一份数学模型论文。在了解了哈罗德论文的描述后，希克斯提出了IS-LM模型这一概念，并以《凯恩斯和古典经济学：一个建议性解释》发表。
半个世纪后希克斯撰文承认该模型漏掉了一些凯恩斯理论的重要结论，批判该模型除了作为教科书工具之外的意义十分有限。他还对古典经济学的一般均衡理论提出批判。

## 建構

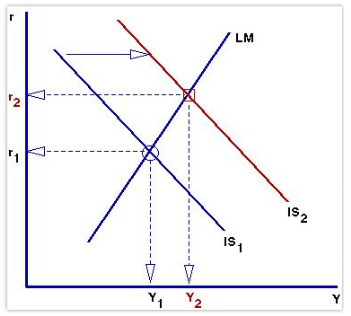
在政府采用擴張性財政政策時，國民收入水平Y的增加導致了IS曲線右移，會帶來高利息率和經濟的增長。但事實上需要滿足的其他條件還有很多。

本模型由第一象限的兩條相交線段構成。橫軸是x軸而縱軸是y軸。
横轴Y指的是国民收入。在实证经济学中通常以国内生产总值（GDP）作为其代理变量，而纵轴r所表示的為利率。因為本模型非動態模型，名義利率與實質利率之間的關係是固定的（前者為後者加上一個短期內不變的外生通貨膨脹率）。因此實際上由名義利率決定的貨幣需求也可以用實質利率來決定。
在右图中， IS 指的是I-S，即投资-储蓄（Investment-Saving）按照宏观经济学的理论，在一般均衡情况下，投资是等于储蓄的。相当于说，政府或者国民的100元储蓄会成为100元的投资并最终成为资产（Capital）。IS 曲线是負斜率的，表示在某个时候，假如政府投资不变，国民收入 Y 增加，人们可用于储蓄的资金增加，那么市场上的利息率就会下降（这些分析是基于短期内价格水平Price Level不变的假设，如果在长期内，IS 曲线的走势将更复杂）。
至於 LM 曲线指的是流动性偏好-货币供给（Liquidity preference-Money supply），也就是国家的中央银行可以提供的货币量。同样地，在一般均衡条件下，流动性偏好，或更常用的“货币需求”等于货币供给。LM曲线在图中有一个正的斜率，是因为凯恩斯认为货币的确受到国民收入 Y的影响，又受到市场利率r的影响。LM曲线表现的即是货币的投机需求和利率的关系。利率上升抑制投资者的投机需求，收入提高意味着货币收入的增加。
兩條線段的交點代表貨品與貨幣市場的短期均衡（但其他的市場如勞動市場可能並未達到均衡）。此均衡可得到一組特定的利率與實質GDP的解。

### IS 曲線的移動
图中有兩條IS曲線，即IS1和IS2，表示了政府投资後，IS曲線被以為可以瞬間得到反應，从而上移。比如说，为應付經濟停滞現象，政府加大了對鐵路等公有設施的投資，那麼政府也許用寅吃卯糧的手段，也許利用外資，也許是負債，總之這時就會使社會的利息率上漲（没有白白使用的资金）。
从此图可以看出，当政府的投资增加后，也就是IS曲线从IS1到IS2时，与LM曲线的交点也改变了，(Y1,r1)到(Y2,r2)，明显地说明，政府的投资会提高社会上的利率和带来经济的增长，因为利率 r 上移了，而国民收入或GDP( Y )右移了。

### LM 曲線
LM曲线是自变量为收入Y，应变量为利率r的曲线。曲线的点是利率和产出水平在货币市场的均衡解，曲线本身向上方延伸。

### LM 曲线的移动
LM曲线的移动反映了凯恩斯对货币的理解。与古典宏观经济理论假定货币中立性不同，凯恩斯将货币需求细化了。除了基于交易需要而保有的特定水平货币以满足流动性需要，持币的原因还包括在利率变化下的投机行为。
政府為了刺激经济，採取擴張性货币政策，因此導致利率下降。譬如央行宣佈降息，或是在市場上買回公債，釋出大量資金來引導利率下降。此時LM1向右下移動至LM2。當利率下降後，和IS曲線的交點也改變了，由（Y1,r1）移到（Y2,r2），明顯地提高了GDP。這也是政府常在景氣低迷時刺激國民所得升高的作法。

## 兩者共同作用
在商品市場與貨幣市場取得均衡的情況下，決定了IS曲線。兩條曲線的交點代表了在兩個市場共同均衡時的狀況，此時在這一交點上可得物價和國民所得的關係。經濟學家通常假設財政政策，比如財政赤字，會提高產出水平Y，這種條件下是的IS曲線向右移動。但是產出水平Y同樣會影響貨幣市場的均衡，當產出提高時，市場利率i也將上升，一部分投資會被擠出並投入到債券等投機性活動中，使得凱恩斯理論的財政乘數效應減弱。同樣的，緊縮性的財政政策將使得凱恩斯理論的財政乘數效應上升，在產出Y減少的情況下利率水平i也會下降。
同樣, 除了財政政策外，貨幣政策對LM曲線的變動也會對產出、利率造成影響。當貨幣供給量增加，LM曲線會向右移動，引致國民收入水平增加，利率下降。反之貨幣供給量的減少會使得貨幣收入減少，利率上升。當宏觀經濟政策的目標是在改變產出水平的同時控制利率的穩定，一個組合政策可以使得產出水平提高的同時，保證利率的穩定；或使得利率上升的同時，確保產出不會減少。如擴張的財政政策與適應性擴張的貨幣政策就有可能保證利率不變，產出上升。

## 與其他模型的關係
對於IS-LM模型本身而言，在固定價格或黏性價格，沒有通膨的條件下的短期均衡研究是它的主要用途。但在更多的實踐中，IS-LM模型從屬於更加複雜的總體經濟模型，特別是AD-AS這類允許價格浮動的模型的闡述。在總需求-總供給模型中，總需求曲線上的每一點都是IS-LM模型均衡條件下對應價格水平P的產出值Y。此外蒙代爾-弗萊明模型也是IS-LM模型在開放經濟條件下的短期均衡分析應用。